# Mozzarella di Bufala Campana

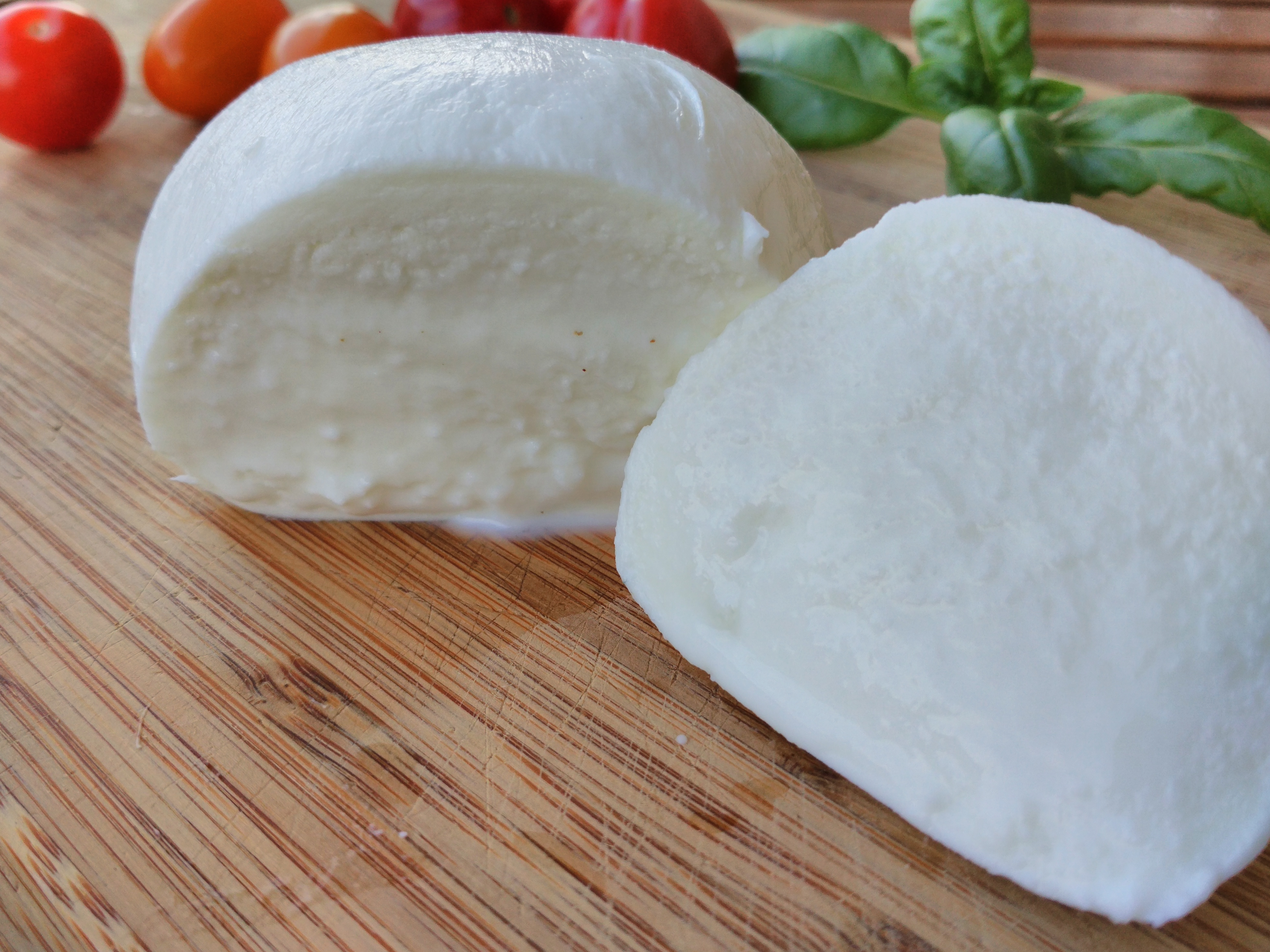
Mozzarella di Bufala Campana DOP

Büffelmozzarella, als DOP-Bezeichnung Mozzarella di Bufala Campana, ist ein italienischer Filata-Käse aus Wasserbüffelmilch, der traditionell in Kampanien, heute aber auch in anderen Regionen Süditaliens hergestellt wird. Er wird in den Provinzen Caserta und Salerno sowie in einigen Gemeinden der Metropolitanstadt Neapel und der Provinzen Benevent, Frosinone, Latina, Isernia und Foggia produziert.

## Geschichte
Ursprünglich stammt der Büffelmozzarella wohl aus Aversa, der ersten normannischen Grafschaft in Italien. Das erste erhaltene Dokument, das den Mozzarella aus Aversa erwähnt, geht auf den Beginn des 15. Jahrhunderts zurück. Angeblich boten die Mönche der Abtei San Lorenzo ad Septimum vor den Toren Aversas den Mitgliedern des Kapitels, die alljährlich eine Prozession dorthin durchführten, eine „Mozza“ (abgeschnittenes Stück) des Käses mit einem Stück Brot an. Eine größere Variante des Käses nennt sich Mozzarellone Aversane („großer Mozzarella aus Aversa“).
Einige Vermutungen bezüglich der Entstehung des Mozzarella geben die Normannen als dessen Erfinder an. Nach anderen Quellen waren es die Anjou. Seit den 1990er Jahren sichert die mit EG-Verordnung-Nr. 1107/96 zugestandene DOP-Anerkennung die Qualität von unter dem Namen Mozzarella di Bufala Campana in den Handel gebrachtem Käse und legt auch das Gebiet fest, in dem dieser hergestellt werden darf.

## Mozzarella-Krise 2007
Eine große Menge des teuren Büffelmozzarellas geht nach einem Bericht der Tageszeitung La Repubblica auf den Betrug und die Fälschung durch die Italienische Mafia zurück. Nachdem 2007 die Behörden die Kontrollen der Zuchtbetriebe verschärft hatten, wurden vor allem in der Provinz Caserta mehrere zehntausend Büffel entdeckt, die mit Brucellose-Bakterien infiziert waren. Ein Gesundheitsrisiko für die Verbraucher bestand darin, dass bei dem nach DOP-Spezifikation hergestellten Käse in der Verarbeitung nur Temperaturen von 33 bis 36 Grad vorgesehen sind, die Erreger von Brucellose aber erst bei einer Erhitzung auf 71,7 Grad unschädlich gemacht werden. Strengere Kontrollen durch ein neu eröffnetes Institut für Lebensmittelsicherheit in der Provinz Caserta sollen die Qualität des Käses sichern.
Insgesamt zählte man 32.000 befallene Tiere, 2007 gab es in Italien rund 400.000 Wasserbüffel. Die erkrankten Büffel sollten nun notgeschlachtet werden. Um den Widerstand der Tierhalter zu brechen, erhielt der Sonderkommissar der Regierung, Andrea Cozzolino, 66 Millionen Euro für deren Entschädigung. Für das Ausmaß der Seuche macht die Turiner Tageszeitung La Stampa die Herrschaft der Camorra verantwortlich: „ein großer Teil der Zuchtbetriebe von Caserta wird direkt oder indirekt von der Camorra kontrolliert, was bisher die Ausrottung des Übels in der Tat verhindert hat“. So etwa bedrohte die Camorra Tierärzte, verfälschte Testergebnisse und versteckte kranke Büffel. Der zuständige Richter Antonio Pepe ließ bis Anfang 2008 mehrere Züchter und Tierärzte verhaften.

## Mozzarella-Krise 2008
Im März 2008 erschütterte ein weiteres Mal ein Skandal das Vertrauen in die Qualität des Käses. Bei Kontrollen wurden in 25 von 170 Käsereien um Neapel herum die zulässigen Grenzwerte für Dioxine leicht überschritten. Daraufhin erhoben am 24. März Südkorea und einen Tag später auch Japan einen Einfuhrstopp auf Büffelmozzarella, wobei Japan jedoch um eine Liste der betroffenen Firmen bat, um anderen Produzenten die Einfuhr zu erlauben. Der Verkauf ging in den zwei Monaten zuvor bereits um 35 Prozent zurück. Experten vermuten, dass die Tiere das verseuchte Gras in der Nähe illegaler Mülldeponien gefressen haben könnten. Auf YouTube wurden Bilder von Büffeln gezeigt, die im Müll weiden. Da das Müllgeschäft von den Camorra-Clans kontrolliert wird, gab es bis 2008 keine Müllverbrennungsanlage in der Region Kampanien und nur fünf Anlagen in ganz Süditalien, so dass Hausmüll und Sondermüll illegal vergraben oder aufgehäuft werden.

## Tierhaltung
Im September 2014 berichtete die Tierschutzorganisation Vier Pfoten über mutmaßlich skandalöse Zustände auf zahlreichen Büffelfarmen in Kampanien. Vertreter der Organisation hatten einige Farmen besucht und berichteten über männliche Kälber, die getötet werden, über erwachsene Büffel, die Verletzungen aufweisen, über Tiere, die im eigenen Kot stehen und über Büffel, die keinen Zugang zu sauberem Trinkwasser haben. Vier Pfoten kritisiert zudem die Haltung von Büffeln in heißen und feuchten Regionen wie in Kampanien, da die Tiere eine dickere Haut mit weniger Schweißdrüsen haben und es für diese schwieriger ist, ihre Körpertemperatur zu regulieren. Die Tiere bräuchten die Möglichkeit eines Schlammbades oder einer Wasserspritzanlage, mit denen aber nur die wenigsten Farmen ausgestattet sind. Die Tierschutzorganisation fordert Mindeststandards, die über die EU-Gesetzgebung hinausgehen.
Recherchen des italienischen Corpo Forestale, der für die Einhaltung der Tierschutzbestimmungen zuständig war, bestätigen die Missstände bei der Haltung der Büffel bis hin zu illegalen Büffelfriedhöfen mit verwesenden Tieren.